# Belalcázar (Córdoba)
Belalcázar ist eine spanische Gemeinde in der Provinz Córdoba in Andalusien. Sie gehört zur Comarca Los Pedroches und liegt auf 488 m über dem Meer, 104 km von der Provinzhauptstadt Córdoba entfernt. 2024 hatte die Gemeinde 3.099 Einwohner. Der maurische Name war Gahet.

## Geographie

### Lage
Das Gemeindegebiet umfasst 356 km², damit verzeichnet Belalcazar eine Bevölkerungsdichte von 8,9 E/km². Belalcázar ist einer der nördlichsten Gemeinden Andalusiens. Sie liegt an der A-422, die nach etwa 14 km die Grenze nach Extremadura erreicht der nächste Ort ist dort Cabeza del Buey. Auch im Westen kommt man auf der Straße nach Monterrubio de la Serena (A 3280) nach ca. 20 km in die Nachbarprovinz. In Andalusien sind die nächsten Gemeinden im Süden Hinojosa del Duque und El Viso im Osten. Die Provinzstraßen CO-9401 und CO-9401 sind die übrigen Lebensadern des Ortes.
Bis 1833 gehörte Belalcázar noch zur Extremadura.
| Nordwest: Monterrubio de la Serena & Cabeza del Buey | Nord: El Viso           | Nordost: El Viso                                 |
| West: Monterrubio de la Serena                       |                         | Ost: El Viso                                     |
| Südwest: Hinojosa del Duque                          | Süd: Hinojosa del Duque | Südost: El Viso, Villaralto & Hinojosa del Duque |

### Ortsteile
Zum Hauptort gehören mehrere kleine Dörfer und Wohnplätze:
- Cachiporro
- Chaparral
- Dehesa de las Alcantarillas
- Madroñiz
- Santa Clara

### Hydrologie
Viele Bäche der Gegend gehören zum Einzugsgebiet des Rio Guadamatilla. Einige davon sind: Rio Zújar, Arroyo de La Jarilla, Arroyo de las Caganchas, Arroyo de la Dehesa, Arroyo de Malagón.

## Sehenswürdigkeiten
Belalcázar zählt zu den monumentalen Dörfern der Sierra de Córdoba, es besitzt Gebäude von großer Bedeutung in Bezug auf das Alter und auf architektonische Gesichtspunkte. Viele davon gehören zum Spanischen Kulturerbe:

### Patrimonio Histórico Andaluz
Castillo de los Sotomayor Zúñiga y Madroñiz

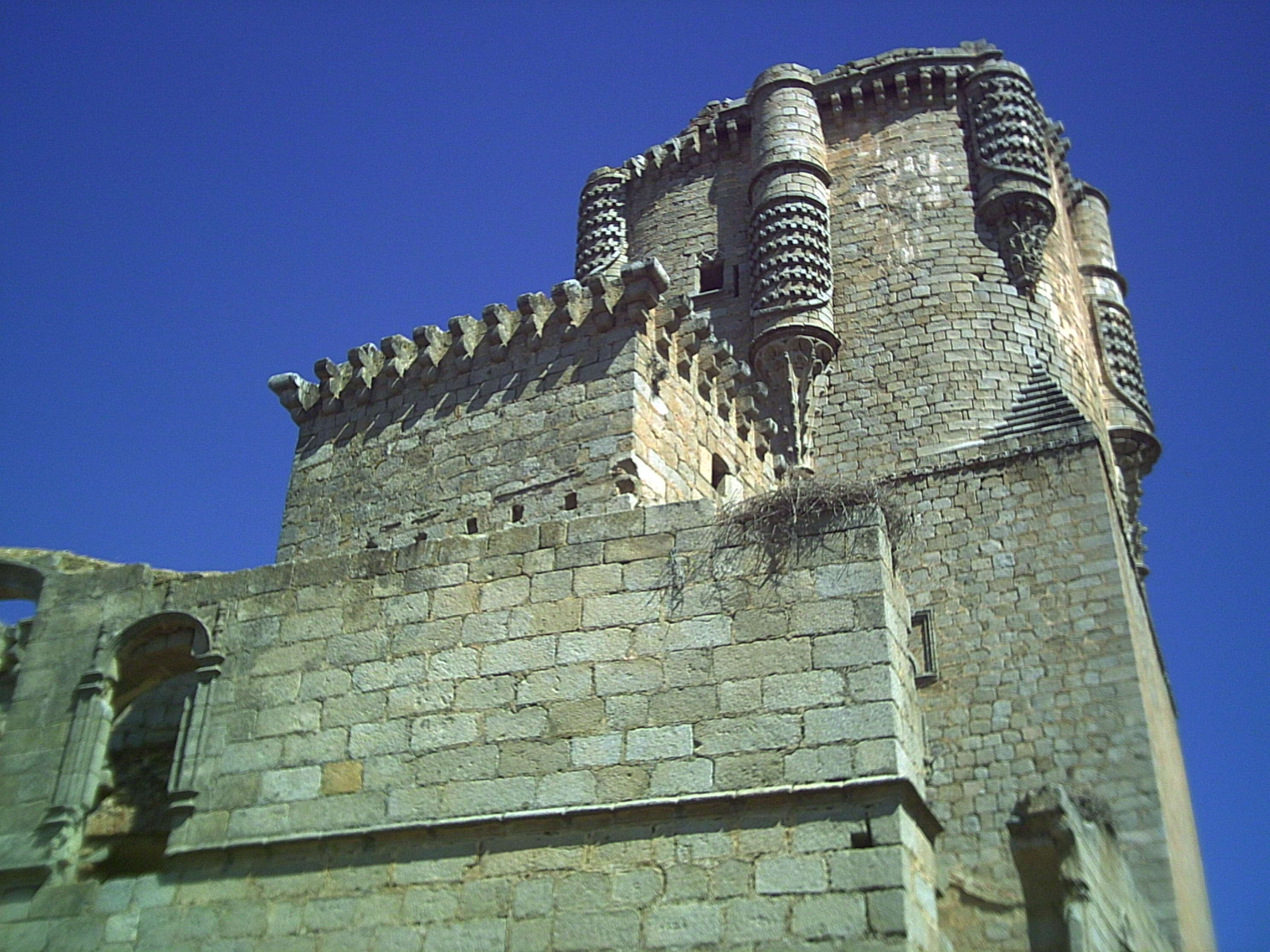
Detailaufnahme des Torre del Homenaje des Castillo

Das beherrschende zivile Gebäude ist das Castillo de Belalcázar, das auf einer charakteristischen erhöhten Stelle im Norden der Siedlung erbaut wurde. Es ist eines der wichtigsten Schlösser der Provinz Córdoba. Es gehörte früher den Grafen (condes) von Belalcázar, die dort ihre Residenz hatten. Zusammen mit dem Franziskanerkloster im Ort gehörten sie zu den großen Förderern Spätgotischer Kunst.
El Castillo de Madroñiz
Das Castillo de Madroñíz erhebt sich über einem Hügel am Lauf des Río Zújar zwischen El Viso und Belalcázar.
Convento de Santa Clara de la Columna (Kloster Santa Clara von der Säule)

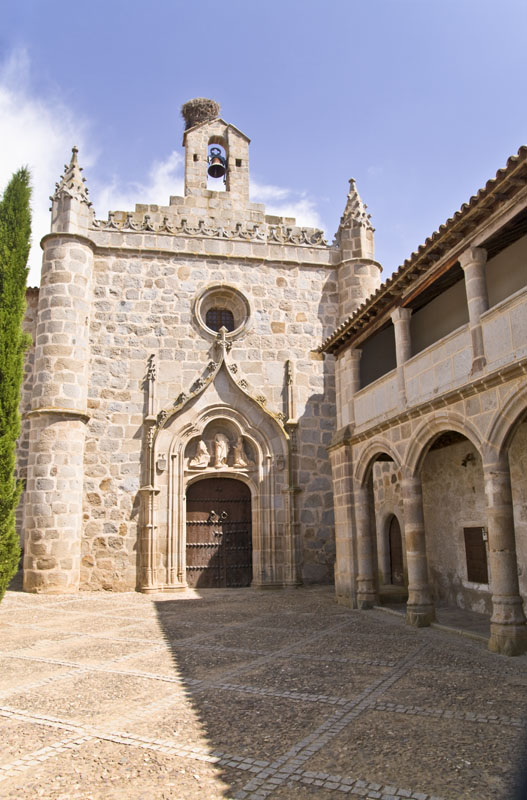
Kloster „Santa Clara“

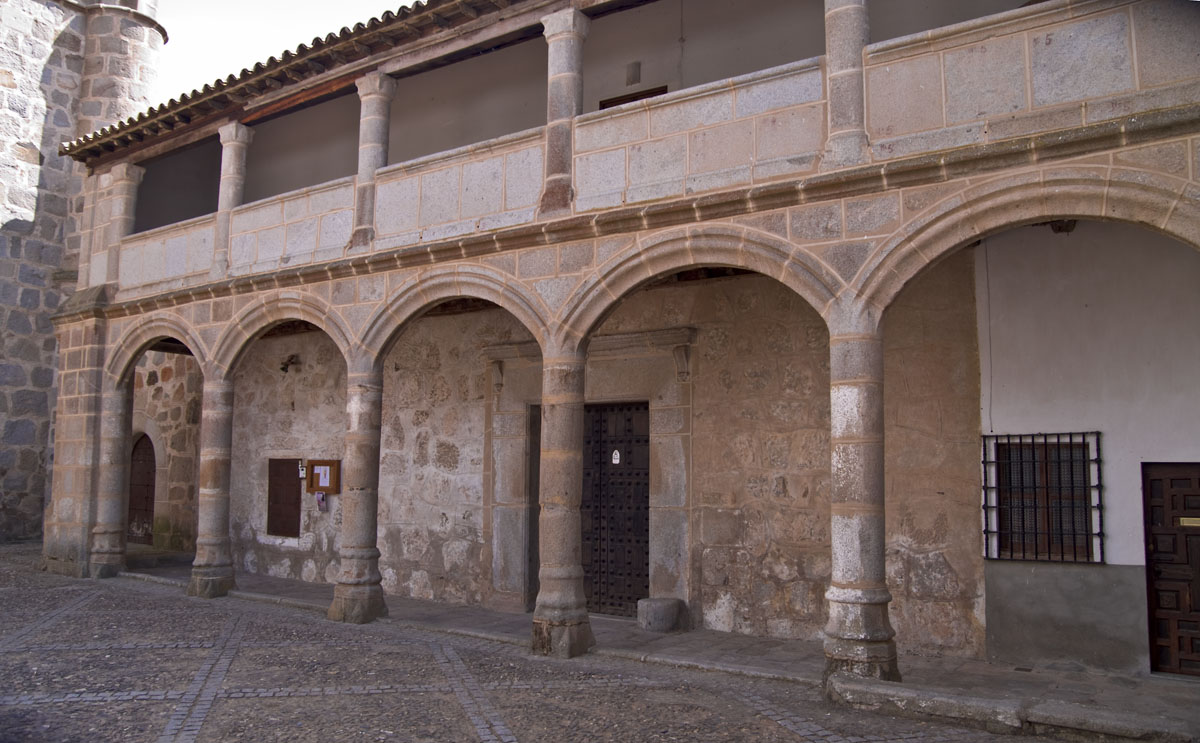
Convento de Santa Clara

Das Kloster wurde 1476 von Doña Elvira de Zúñiga als Männerkloster gegründet, nach ihrem Tod 1483 jedoch in ein Nonnenkloster umgewandelt.
Der Convent ist eines der wichtigsten Klostergebäude in der Provinz Córdoba. Glücklicherweise hat es die Zeiten ohne große Veränderungen überdauert. Die gotischen Gebäude aus der Zeit der Reyes Católicos geben mit ihrer komplexen Anordnung und einer ganzen Anzahl an Innenhöfen und Anbauten ein gutes Bild der damaligen Organisationsstruktur.
Angeschlossen an den Gebäudekomplex ist die einschiffige Kirche mit einem Kreuzbogengewölbe und einem Stern über dem Presbyterium. Sie beherbergt, wenn auch verstümmelt, steinerne Statuen des Christus, der Magdalena und der Heiligen Clara, drei bedeutende Werke der Cultura hispano flamenca in Córdoba.
Kunstgeschichtlich genauso bedeutend ist die Klausur mit ihren beiden offenen Galerien. Die erste Galerie ist mit elliptischen Bögen (arcos carpaneles) überdeckt und die zweite aus schönen Ziegelsteinwerk aufgeführt. Diese Galerien sind darüber hinaus mit Täfelungen verkleidet und verfügen noch über erhaltene Bemalungen. Auch Refektorium und Treppenhaus sind sehenswert.
Ermita de la Virgen de Consolación (Kloster unserer Jungfrau des Trostes)
Die Einsiedelei stammt aus der frühen Zeit der Reconquista. Gahet, wie Belalcázar damals genannt wurde, wurde am 9. September 1236 von Truppen von Fernando III erobert und erst im letzten Drittel des 13. Jahrhunderts wieder bevölkert. Über die Erbauer der Einsiedelei ist nichts bekannt.
Iglesia Parroquial Santiago el Mayor (Pfarrkirche St. Jakobus der Ältere)

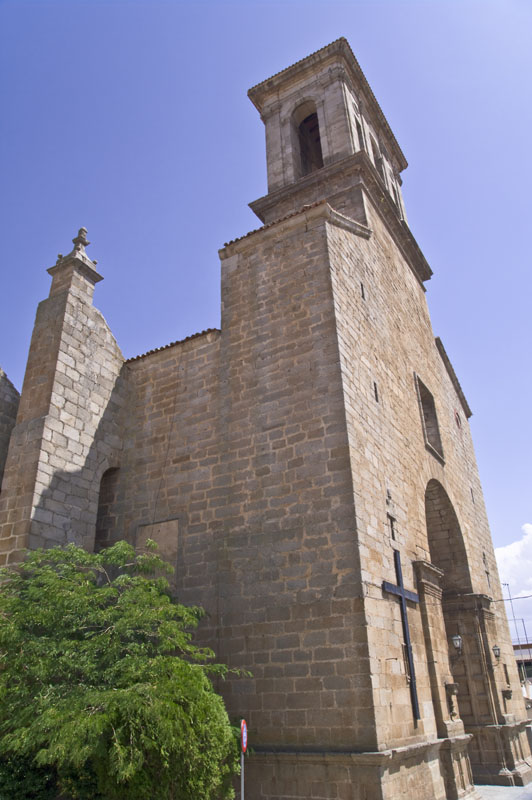
Iglesia de Belálcazar

Die Pfarrkirche wurde 1272 gegründet. Es scheint, dass sie im 16. Jahrhundert völlig umgestaltet wurde. Ein Teil der Arbeiten wird Hernán Ruiz II zugeschrieben.
Convento de San Francisco de los Mártires (Kloster St. Franziskus von den Märtyrern)
Das Kloster wurde 1486 durch eine Bulle von Papst Innozenz VIII. durch die Mönche begründet, die aus Santa Clara ausziehen mussten.
Vom Kloster ist nur die Kirche erhalten geblieben. Auch sie wird heute nicht mehr benützt. Sie besteht aus einem einzigen Schiff mit vier großen Bögen (Arcos apuntados). Man sagt, diese Bögen seien direkt aus dem Boden vor Ort gewonnen. Sie bestehen aus Granit. Das Gewölbe ist ein Fass-Gewölbe (Bóveda de cañón), die kleine Turmhaube ist rechteckig.
Die Front der Kirche zieren zwei Portale. Das untere davon wird durch Säulen getragen, während das obere von Pilastern gestützt wird. Der Bauschmuck wird abgeschlossen durch ein Wappenschild mit den kombinierten Wappen der Sotomayor und Enríquez.
Im Innern der Kirche, findet sich eine reich ausgestattete Kapelle aus dem 16. Jahrhundert. Trotz verschiedener Zerstörungen ist sie relativ gut erhalten. Das platereske Portal und die relativ niedrige Kuppel mit Kreisornamenten wird dem Hernán Ruiz el Viejo zugeschrieben.
Die Kirche selbst stammt aus dem 15. Jahrhundert und zeigt durch ihre Schlichtheit deutlich, zu welchem Gebrauch sie errichtet wurde, auch wenn einige gotische Elemente ein größeres Alter vermuten lassen.
Ermita de Ntra Sra de Gracia de Alcantarilla (Einsiedelei Unserer Frauen von Gracia de Alcantarilla (Kanal))
Die Einsiedelei de Nuestra Señora de Gracia de Alcantarilla (dt. Einsiedelei unserer Lieben Frauen von Gracia von Alcantarilla) in Belalcázar folgt typologisch dem Stil der ländlichen Hochland-Einsiedeleien, die im Gebiet häufig sind und Ähnlichkeiten mit denen in Extremadura und Kastilien aufweisen. Sie findet deshalb Interesse, weil sie die Ortspatronin beherbergt und daher jedes Jahr in der letzten Aprilwoche Ziel einer Wallfahrt ist.
Sie wurde auf einem romanischen und möglicherweise schon älteren iberischen Castro errichtet. Ihren Namen erhielt sie wahrscheinlich von einer nahegelegenen Brücke. Sie liegt auf einem Hügel am Río Zújar an der Straße CO-450 von Belalcázar nach Monterrubio de la Serena, 20 km von Belalcázar entfernt.
Die Konstruktion stammt aus dem 15./16. Jahrhundert, eine Apsis wurde später angefügt.
Hospital de San Antonio de Padua (Spital St. Antonius von Padua)
Das Hospital befindet sich an der Plaza de la Constitución und dient gegenwärtig als „Haus der Kultur“ (Casa de la Cultura). Das Spital wurde auf die Initiative einiger Nachbarschaften im 15. Jahrhundert gegründet. Darin befand sich die Schule „Escuela de Cristo“. Seit 1676 diente es als Hospiz und am Ende des Bürgerkrieges wurde es nochmals als Schule genutzt.

### Ortsverwaltung (Ayuntamiento)

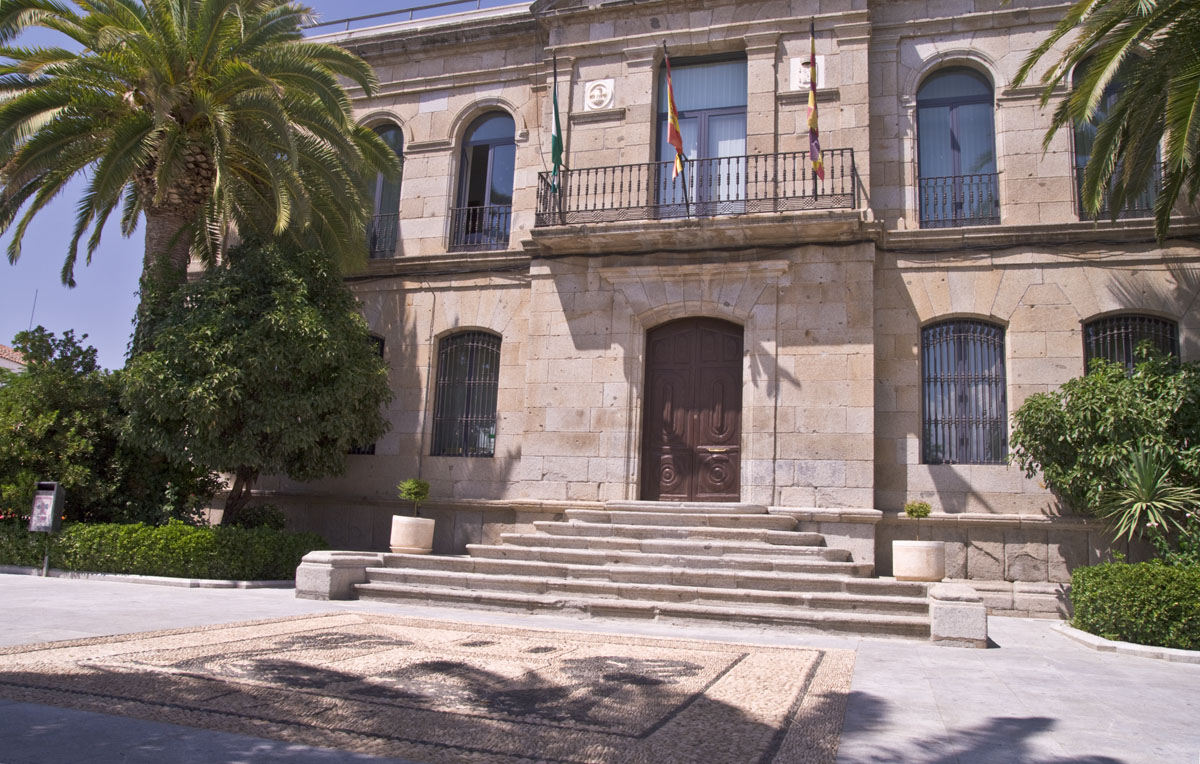
Ortsverwaltung von Belálcazar

Das Rathaus befindet sich ebenfalls an der Plaza de la Constitución. Es stammt aus dem 19. Jahrhundert und wurde möglicherweise von dem Architekten Rafael Luque y Lubián aus Córdoba geplant.

### Weitere Sehenswürdigkeiten
Im Ort gibt es keine größeren Privatgebäude. An manchen Häusern finden sich jedoch Wappenschilde. Hervorzuheben sind nur die Casa Grande, das Haus, in dem der Schriftsteller Andrés García de la Barga y Gómez de la Serna (Corpus Barga) gelebt hat, ein typisches Gebäude des 18. Jahrhunderts, das zwar verfallen, aber immer noch mit zwei riesigen Pilastern ausgestattet ist, die einen Balkon tragen.
Darüber hinaus gibt es noch die Casa de la Administración de los Osuna, mit Granit-Fassade und Schilden, die aus Castillo stammen. Im Innern verfügt sie über wertvoll verzierte Decken, wie sie auch im Convento de Santa Clara zu finden sind.
Puente Romano
Eine Brücke ist in der lokalen Bevölkerung als Puente Romano de San Pedro bekannt. Sie liegt am Weg nach Mesta. Offenbar handelt es sich bei der heutigen Brücke um ein Bauwerk aus der Renaissance-Zeit. Sie befindet sich jedoch an einem alten Römerweg der den Ort mit dem römischen Bad in Santa María de la Selva verband.
Ermita de San Sebastián (Einsiedelei St. Sebastian)
Die Einsiedelei ist bekannt unter dem Namen „El Santo“. Sie wurde im 13. Jahrhundert auf einem iberischen Castro errichtet. Sie ist wahrscheinlich die älteste Kapelle der „christlichen Ära“. Hier wurde auch Sebastián de Belalcázar getauft.

## Feste

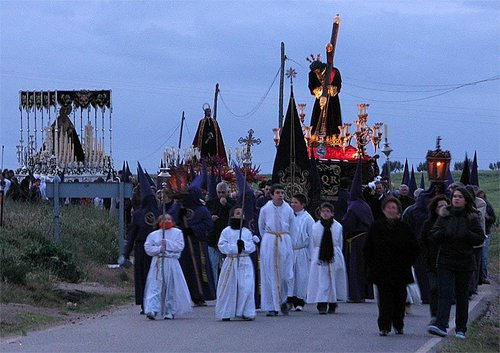
Prozession

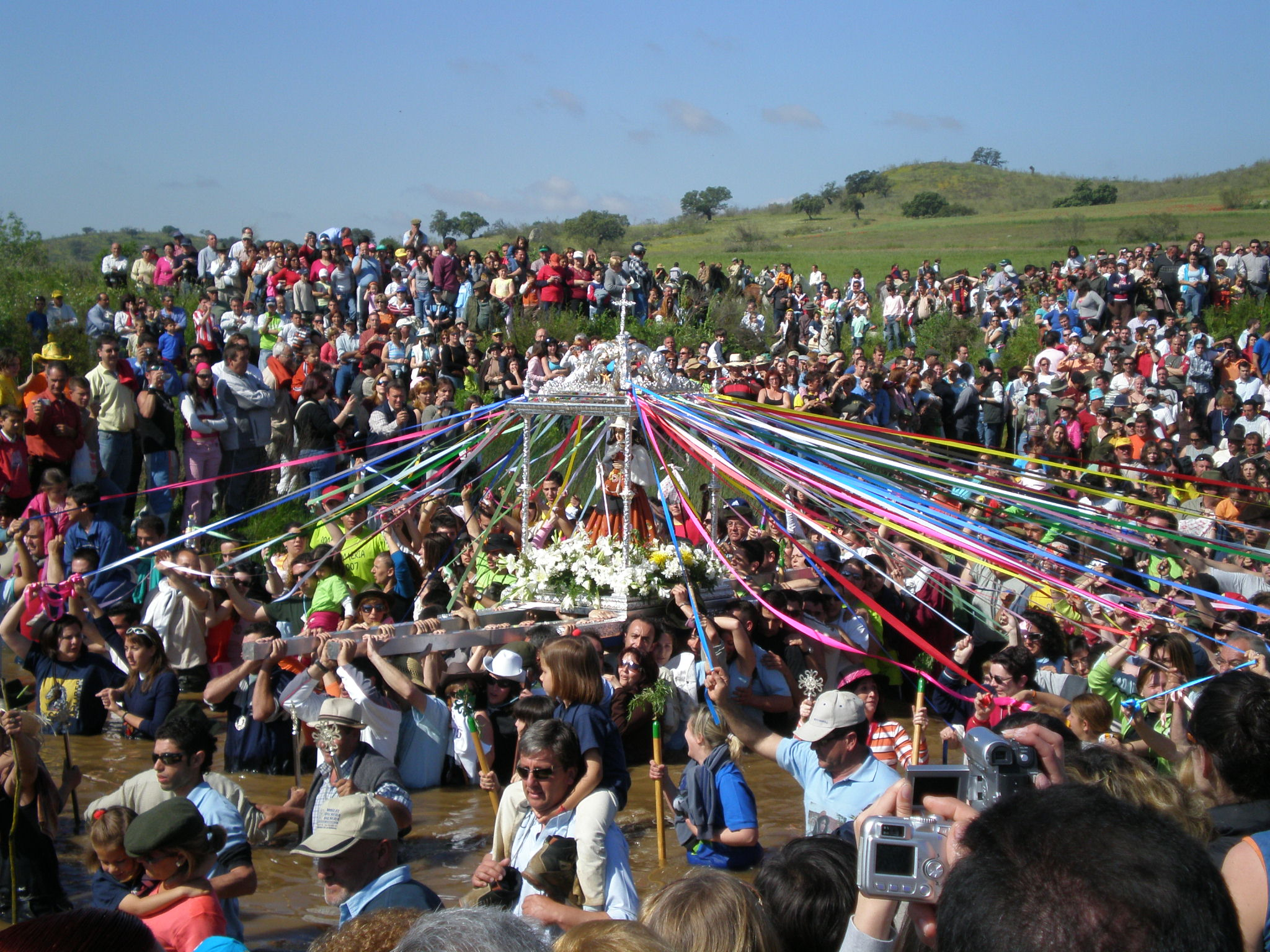
Tanz am Rio Zujar

Das erste Fest des Jahres ist die Wallfahrt für San Antón, die am letzten Sonntag im Januar abgehalten wird. Die Tradition verlangt, dass man drei Umrundungen der Einsiedelei macht. Sie soll Bauchschmerzen verhindern. Zur Tradition gehört es auch, „Migas“ (Krümel) zu essen.
Am ersten Februar folgt das Fest „Las Luminarias“. Dazu stellt jedes Viertel in seinen Straßen eine große Leuchte auf und die Nachbarn werden zum Essen eingeladen.
Danach folgt der Carneval, dessen Ende mit der „Beerdigung der Sardine“ (el entierro de la sardina) am Aschermittwoch (miércoles de ceniza) endet. Die Nachbarn begleiten trauernd den Sarg.
Am letzten Wochenende im April findet die Wallfahrt zu Nuestra Señora de Gracia de la Alcantarilla statt. Dies ist die wichtigste Wallfahrt im Valle de Los Pedroches und eine der bedeutendsten in Spanien. Sie blickt auf eine über 800-jährige Tradition zurück. Sie beginnt an der Einsiedelei, wo die Statue der Heiligen, die „Chiquinina“ den Winter verbracht hat. Mit Tänzen und Blumen wird die Heilige begrüßt und feierlich nach Belalcazar überführt. Wichtige Stationen sind der Rio Zújar, die Kapelle „Las Lastras“, bevor die Prozession die Stadt erreicht. Alle Zünfte und Vereine des Ortes nehmen die Heilige in Empfang. Durch die bunt geschmückte Stadt führt die Prozession zur Kirche.
Im Mai wird die Statue an jedem Sonntag durch die Straßen getragen. Am 15. August findet eine Pferde-Prozession zu Ehren der Gottesmutter statt und am 16. August eine Prozession zu Ehren von San Roque, dem Stadtpatron.
Am 8. September verlässt die Statue wieder die Stadt und bleibt den Winter über in ihrer Einsiedelei.

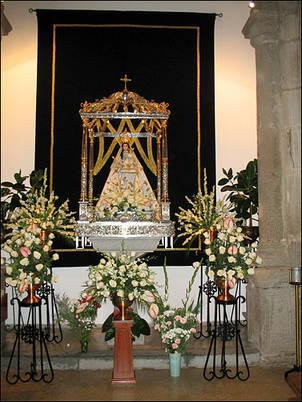
Gnadenbild Nuestra Señora de Gracia de Alcantarilla, die Stadtheilige in der Parroquia de Santiago el Mayor.

### Diccionario Belalcazareño - Wortschatz der Gemeinde
Wie in vielen anderen Orten Spaniens gibt es eine ganze Reihe von Worten, die autochthon und exklusiv in diesem Ort verwendet werden. Einige davon seien hier aufgezählt:
| - Carcañal: Ferse (Talón) - Cabete: Schnürsenkel (Cordones de zapatilla o zapato) - Encoreto/a: nackt (desnudo/a) - Roña: Schmutz (suciedad) - Portañuela: Hosenverschluss (cremallera del pantalón) - Mormera: verstopfte Nase (nariz tapada) - Puerta falsa: (Puerta independiente de la principal) - Regajo: Sturzbach bei während der Straßenreinigung - Medra: Schwarzer Punkt (Muttermal? punto negro) - Jarbegar: weißeln mit Kalk (blanquear con cal) - Chasca: Schmutz - Churche: Durchfall (Diarrea). - Corba: Kniebeuge (parte trasera de la rodilla) - Corbejón: Hinterteil (pues donde la espalda pierde su noble nombre) - Jarapilla: Hemd aus grobem Stoff (camisa o jersey fuera del pantalón) - Apotronado: gehbehinderte Person (persona con poca movilidad) | - Gradas: Arbeitsleiter (escalera de obra) - Lanchas: Bürgersteig (acera) - Batiente: Rahmen der granitenen Türen (recercado de las puertas de granito) - Gerirse: Muskelzerrung (Contusión en hueso o tendón) - Rebañar: aufessen (apurar la comida) - Cojombro: schlampige Arbeit (faena mal hecha) - Alabear: einen Stock ebnen (poner a nivel un palo) - Enagüilla: Tischdecke (faldas de mesa) - Lavacias: Schmutzwasser (agua usada) - Ataero: Knoten (nudo) - Bastilla: Hosenboden (bajo del pantalón) - Resó: Kaffeelikör - Caño: Abfluss (desagüe) - Raposa: rote Ameise (hormiga roja) - Corcusilla/Concusilla: Genick / oberster Wirbel (último hueso de la columna) |

## Persönlichkeiten
- Sebastián de Belalcázar († 1551), Konquistador

## Städtepartnerschaften
- Belalcázar, Kolumbien.[6]
- Puebla de Alcocer, Spanien (2015)